# فرودگاه بین‌المللی لیزبورگ

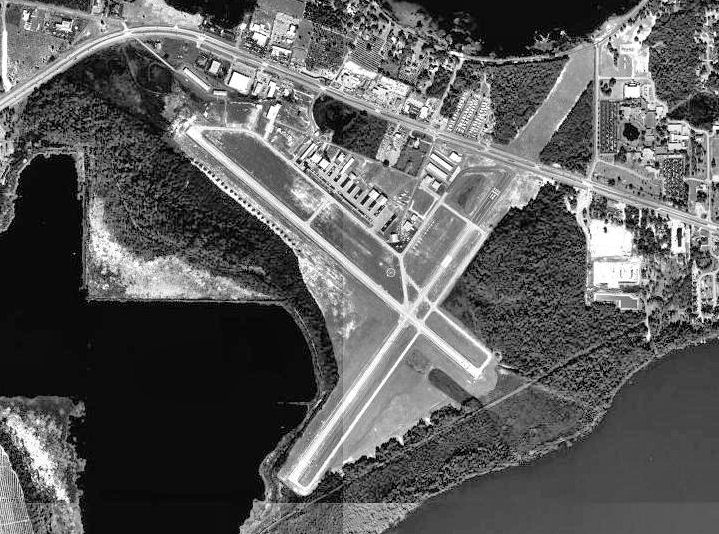
فرودگاه بین‌المللی لیزبورگ

فرودگاه بین‌المللی لیزبورگ (به انگلیسی: Leesburg International Airport) یک فرودگاه بهره‌برداری هوایی است . این فرودگاه در کشور ایالات متحده آمریکا قرار دارد .